# Toon Disney (Espagne)
Toon Disney était une chaine détenue par The Walt Disney Company Iberia. Elle diffusait uniquement des séries d'animation Disney.

## Histoire
Toon Disney a été lancée le 16 novembre 2001  sur Canal Satélite Digital en même temps que Playhouse Disney et Disney Channel +1,.
Les chaînes Disney rejoignent Wanadoo en octobre 2006.
Elle a été remplacée par Disney Cinemagic le 1er juillet 2008.

## Logos

Logo de Toon Disney de 2001 au 15 mars 2003
Logo de Toon Disney de 15 mars 2003 au 1er juillet 2008